# Alain Ier de Rohan
Pour les articles homonymes, voir Alain de Rohan, Alain et Rohan.
Alain Ier de Rohan, dit le Noir, (né en 1084 - décédé en 1147), est le 1er vicomte de Rohan, vicomte de Castelnoec, troisième fils d'Eudon Ier de Porhoët, vicomte de Porhoët, et de Emma de Léon (fille de Guyomarch II, vicomte de Léon).

## Biographie
Selon l'histoire bretonne de Dom Morice, il reçoit en apanage, vers 1120, toute la partie occidentale de la vicomté du Porhoët. Cette partie est très importante en étendue mais presque inculte et encore peu peuplée : des forêts, des landes, des paroisses dispersées et peu d'habitants. Il fait édifier une forteresse sur une éminence rocheuse (Roc'h an, « le petit rocher » en breton) à Castennec en Bieuzy puis en bâtit une autre sur les bords de l'Oust (artère principale de Porhoët), et lui donne le nom de Rohan. Il prend à cette époque le nom d’Alain Ier de Rohan et lègue ce nom à ses descendants. Il fait aussi construire le premier château des Salles de Rohan sur une motte féodale dans la forêt de Quénécan à la limite de Sainte-Brigitte et Perret. Il apparaît alors comme Alanum vicecomitem  quand son frère Geoffroi de Porhoët (Gaufredus vicecomes filius Eudonis) prend l'habit monastique et donne aux moines de Saint-Martin de Josselin sa part de dîmes de la paroisse de Guillac. 
En 1127, il fait de son château de Rohan sa résidence habituelle. Après avoir fondé le prieuré de la Coarde à Castennec, en faveur des moines de Redon, il fonde un prieuré, en faveur de l'abbaye de Marmoutier, à proximité du château de Rohan : l'année de l'Incarnation du Seigneur 1128, sous le règne de Louis, Conan étant comte de Bretagne, moi Alain, vicomte, j'ai donné et donne à Saint-Martin et aux moines du monastère situé près du château de Josselin, tout le bourg situé devant la porte de mon nouveau château appelé Rohan, et le terrain s'étendant au midi jusqu'à la rivière l'Oust à la condition d'y établir une église et un cimetière... plus un moulin, la moitié d'une villa, les dîmes et droits de la paroisse de Crédin.... à charge de prier pour moi et pour mes défunts. Fait en notre château de Rohan, sous le sceau et avec notre paraphe. A. de Rohan.
Au bout de deux ans, les moines y ont bâti l'église de Saint-Martin et établi un cimetière.

## Descendance
De son épouse Villana, il a deux fils connus :
- Alain II de Rohan, 2e vicomte de Rohan, mort après 1160
- Jostho ou  Josselin (v.1127-v.1150) de Rohan-Montauban, auteur de la branche des sires de Montauban

## Armoiries
| Blason | Blasonnement : De gueules à neuf macles d'or, posées 3, 3, 3. |